# Kosakowo (Poméranie)
Pour les articles homonymes, voir Kosakowo.
Kosakowo est un village polonais de la voïvodie de Poméranie et du powiat de Puck. Il est le siège de la gmina de Kosakowo et compte 2561 habitants en 2021.